# NGC 2815
NGC 2815 is een balkspiraalstelsel in het sterrenbeeld Waterslang. Het hemelobject werd op 20 november 1784 ontdekt door de Duits-Britse astronoom William Herschel.

## Synoniemen
- ESO 497-32
- MCG -4-22-6
- UGCA 156
- AM 0914-232
- IRAS09140-2325
- PGC 26157